# عثمان أبو غربية
عثمان عبد الله عثمان أبو غربية (1946-18 أبريل 2016)، سياسي وعسكري فلسطيني ولد في القدس.

## حياته

### طفولته وتعليمه
انتقل مع عائلته للسكن في مدينة الخليل أوائل الخمسينات. درس وحصل على الثانوية العامة في مدينة الخليل، وبدأ فيها بمبادرات تنظيمية وطنية. شارك في المظاهرات والفعاليات الوطنية واعتقل عام 1963 وأفراج عنه بكفالة.
أول علاقة له مع حركة فتح وأول اتصال بها عام 1963. التحق بجامعة دمشق – كلية الحقوق، ووصل إلى السنة النهائية. اعتقل في سجن الخليل مرة أخرى عام 1966. في عام 1967 وعلى أثر الحرب ترك دراسته الجامعية والتحق بقوات العاصفة.

### المسيرة العسكرية
شارك في العديد من دوريات العمق المسلحة والدوريات التالية. التحق عام 1968 بالكلية العسكرية في مدينة «نانكين» بجمهورية الصين الشعبية وتخرج منها عام 1969، وأصبح برتبة ملازم أول.
تقلد عدداً من المهام العسكرية في أعقاب تخرجه منها: ضابط إدارة القيادة العامة لقوات العاصفة، مساعد آمر قطاع «كتيبة 201» في منطقتي جرش والإغوار، ومفوضاً سياسياً في القطاع.
في خريف 1969 قاد معارك كفر قوق وعيحا في معركة مواقع هي الأولى من نوعها مع قوات الجيش اللبناني قريباً من الحدود اللبنانية – السورية، ولم ينفذ أمراً بالإنسحاب، وكانت هذه المعركة الأساس التي أدت إلى توقيع اتفاق القاهرة الذي ثبت التواجد للثورة الفلسطينية في لبنان.
أسس مدرسة الكوادر العسكرية في قوات العاصفة وأصبح آمراً لها، ثم نائباً للمفوض السياسي العام، إضافة لكونه آمراً لمدرسة الكوادر. وكان كذلك عضواً في لجنة حركات التحرر الوطني مع ابو جهاد. قام بالعديد من المهام العسكرية والنضالية والتنظيمية بين الأعوام 1967 و 1971 في الساحة الأردنية. وتولى المشاركة في قيادة بعض المحاور القتالية في عمان أثناء معارك أيلول، وقام بالعديد من المهام والإنجازات العسكرية والقتالية. أصبح عضواً في قيادة القوات في أحراش «دبين» مع الشهيد أبو جهاد عام 1971، وقد شارك في هذه القيادة الشهيد كمال عدوان والأخ صخر أبو نزار.
عندما غادر الأخوة للمشاركة في اجتماع المجلس الوطني أسندت له قيادة الساحة الأردنية، وتمكن أن يدير العمل النضالي والسياسي في مراحل التواجد الأخيرة. غادر الأردن فور سقوط الأحراش في «عجلون» واستشهاد القائد أبو علي اياد.
شارك في مهام سياسية أثناء مهامه العسكرية بعد الخروج من الأردن منها مهمة إلى جمهورية اليمن الشعبية، حيث كان مكلفاً بمحاولة الحصول على نقطة ارتكاز عسكرية في باب المندب، وكانت هذه المهمة السبب في دخول علاقات جمهورية اليمن الشعبية في طور جديد هام مع حركة «فتح».

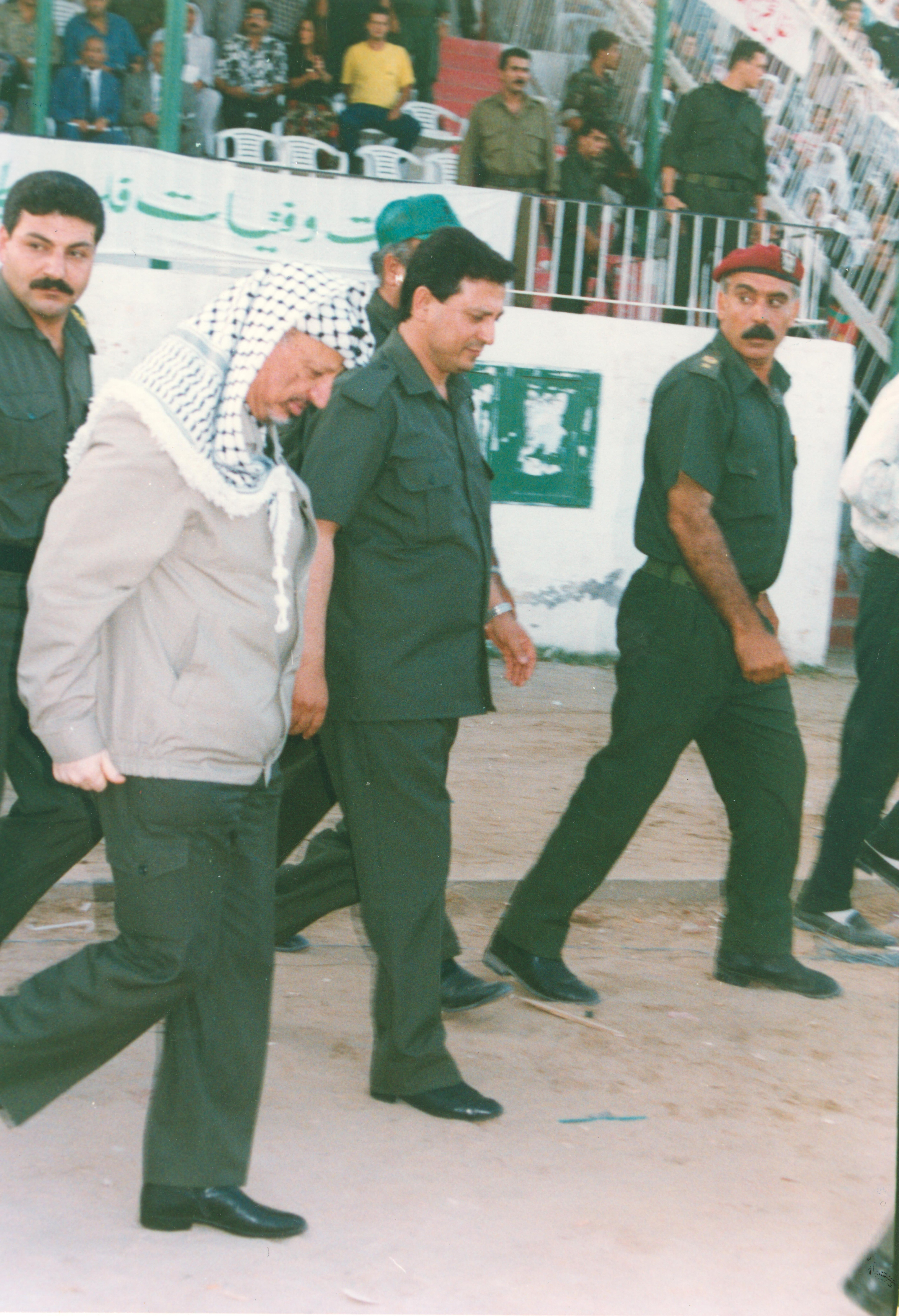
عثمان ابو غربية والرئيس الراحل ياسر عرفات في زيارة لمقر المقاطعة بغزة

بعد إعادة تشكيل التوجيه السياسي عام 1972 استمر في تولي مهامه آمراً لمدرسة الكوادر ونائباً للمفوض السياسي العام.
· شارك في هذه الفترة في العديد من المعارك ومنها معارك التواجد على الساحة اللبنانية، وقد تولى قيادة منطقة الضنية وعضواً في قيادة الشمال العسكرية في منطقة طرابلس، وقد تمكن من السيطرة على بلدة «سير» ومنطقة «الضنية» وأمن الطريق إلى الهرمل والجرود الممتدة حتى البقاع. تولى المهام القيادية في القطاع الأوسط جنوب مدينة صور.
شارك في عام 1973 في حرب تشرين بداية في جنوب لبنان وعلى القاطع «رويسات العلم»، ثم انتقل إلى جبهة الجولان. تم أسره أثناء هذه الحرب ضمن مجموعة قتالية من قبل القوات الأردنية أثناء التوجه عبر الأراضي الأردنية لضرب خطوط الإمداد لجيش الاحتلال في «سمخ» وشعارها «جولان» و «جسر بنات يعقوب»، وأطلق سراح المجموعة من قبل القيادة العسكرية التي قامت بأسرها. عاد لتولي مهامه من جديد في مدرسة الكوادر والتوجيه السياسي.
التحق بأكاديمية «فسترل» العسكرية في الاتحاد السوفيتي وتخرج عام 1976. ثم عاد لتولي المهام أثناء الحرب اللبنانية. تم أسره في البحر الأبيض المتوسط قبالة صيدا ضمن مشاركة من قوات الإحتلال البحرية وقوات الإنعزاليين والجيش اللبناني، وسجن لدى قوات الكائب اللبنانية هو والمجموعة المرافقة له. تمكن من إدارة معركة من نوع خاص أثناء هذا الأسر، انتهت بتبادل للأسرى بعد أن قام رفاقه في الجنوب بأمر من القائد سعيد موسى «أبو موسى» بخوض معركة خاصة هي معركة العيشية لمبادلته ورفاقه.
نقل لدى التغيير في التوجيه السياسي الذي أملته خارطة العلاقات في الحركة إلى مكتب التعبئة والتنظيم والتزم بالقرار عام 1977. عاد لمواقعه في مدرسة الكوادر ولأداء المهام القتالية وخاصة لدى اجتياح الليطاني عام 1978. وتولى المهام التنظيمية المتعددة وأصبح مسؤولاً عن الساحتين الأوروبية والآسيوية ثم رئيساً لدائرة التنظيم. تمت إدارة معركة شرسة مع بعض التنظيمات المتطرفة وأجهزة الأمن للإحتلال في الساحات التنظيمية الخارجية والتي سقط فيها العديد من الشهداء، وقد تعرض لمحاولة اغتيال في مدينة إسطنبول التركية ونجا بمهارة.
انتخب في المؤتمر العام الرابع 1980 عضواً في المجلس الثوري، وأصبح نائباً لمفوض التعبئة والتنظيم. شارك في التشكيلات والمهام القتالية في البقاع أثناء اجتياح عام 1982، وأشرف على مشاركة متطوعي الأقاليم التنظيمية في المعارك. شارك في العديد من المهام العسكرية والتنظيمية والسياسية وأشرف على مئات المؤتمرات التنظيمية وأدار تنظيم الحركة في ساحة العالم بكل أقاليمه.
قام بصياغة النظرية التنظيمية للحركة وكتب الكثير من أدبياتها وتعاميمها. تولى قيادة الساحة السورية بعد انتقال القيادة إلى تونس على أثر الإنشقاق، وقاد معارك دمشق بشكل مباشر. انتقل إلى تونس أواخر عام 1983، وتولى مهامه كنائباً لمفوض التعبئة والتنظيم في الحركة، وقد شارك في المهام التنظيمية الأصعب ومنها الإشراف على المؤتمرات التنظيمية التي اتسمت بالصعوبة والحساسية مثل مؤتمري إقليمي الكويت واليمن وأصبح عضواً في المجلس الوطني الفلسطيني عام 1984. شارك في المهام السياسية والوطنية للحركة وحضر العديد من المؤتمرات في الإطارين القومي والدولي. شارك كعضواً فاعلاً في لجنة التعبئة الفكرية للحركة في كل مراحل عملها.

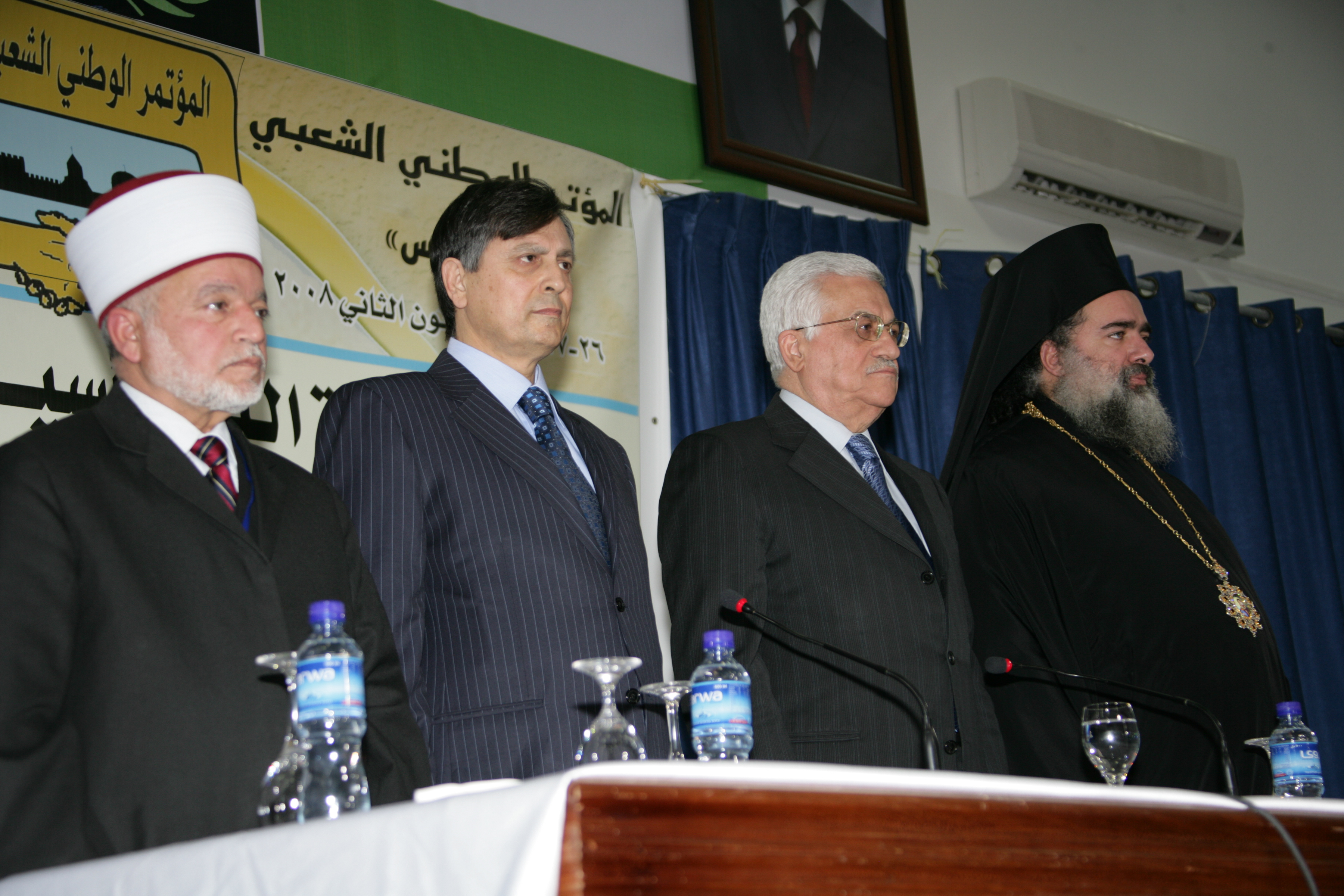
عثمان ابو غربية مع الرئيس محمود عباس خلال تاسيس المؤتمر الوطني الشعبي للقدس

شارك في أعمال اللجنة التحضيرية بكل فروعها وأعمال المؤتمر العام الخامس للحركة وكان مرشحاً للجنة المركزية في المؤتمر وفي المجلس الثوري وفي اللجنة المركزية نفسها، وقد لعبت ظروف العلاقات الحركية والمواقف دوراً أساسياً في بقاء المقعد المرشح له شاغراً. اتخذ موقفاً سياسياً ضد اوسلو مزامنة مع الدخول إلى الوطن. أصبح عضواً في المجلس المركزي الفلسطيني بصفة كفاءة.
شارك في الدخول إلى الوطن وأصبح مساعداً للقائد العام لشؤون التوجيه السياسي والوطني ومفوضاً سياسياً عاماً وعضواً في الملجس العسكري الأعلى للسلطة الوطنية. تعرض لمحاولة اغتيال جديدة في منزله في منطقة الرام، وقد نجا بأعجوبة. تولى المهام المتعددة في نطاق عمله ورفع شعار بناء الإنسان أولاً وتمسك بالحد الأقصى الممكن للحقوق الوطنية الفلسطينية وبالخط الكفاحي على هذا الطريق وبخط توفير الجاهزية الوطنية. انتخب رئيساً للجنة العلاقات الخارجية والشؤون البرلمانية في المجلس الوطني الفلسطيني وشارك وتولى المهام على المستوى البرلماني في العلاقات مع البرلمانات الشقيقة والصديقة. وإضافة إلى كونه نائباً لمفوض التعبئة والتنظيم أصبح عضواً في لجنة الطوارئ العليا ولجنة الاشراف العليا والمفوض للتنظيم العسكري للحركة.
شارك في المهام المتعددة في إطار العمل والبناء والعمل النضالي في الوطن، وبذل مجهوداً خاصاً لرعاية وتفعيل الإبداع والثقافة الفلسطينية. شارك في رسم الاتجاهات السياسية والكفاحية وخاصة للإنتفاضة المجيدة وكان عضواً في إطار القوى الوطنية والإسلامية.

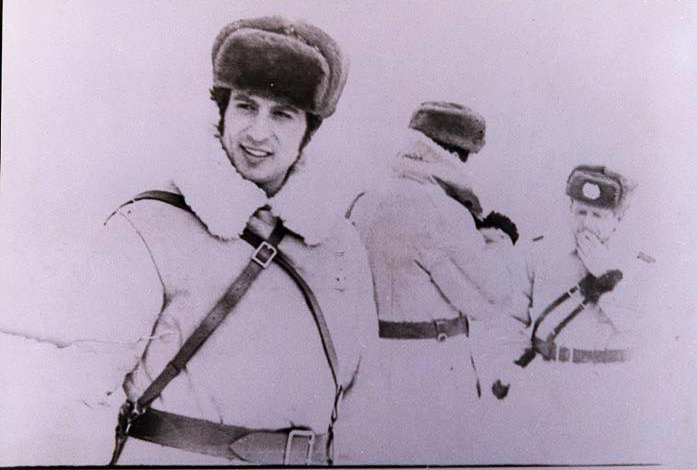
عثمان ابو غربية في أكاديمية "فسترل" العسكرية في الاتحاد السوفياتي

في عام 2003 أصبح نائباً للرئيس ياسر عرفات /القائد العام لشؤون التوجيه السياسي والوطني، مفوضاً سياسياً عاماً. انتخب في أوائل عام 2005 رئيساً للجنة العضوية للمؤتمر العام السادس لحركة «فتح». تدرج في الرتب العسكرية إلى رتبة لواء. شارك في انتخابات المجلس التشريعي عام 2006 عن دائرة القدس، وتقاعد بحكم القانون، بسبب ذلك وهو برتبة لواء. تمت تسميته مفوضاً للمكتب الحركي العسكري، وكان أول مفوض لهذا المكتب، حيث أصبح يحضر اجتماعات اللجنة المركزية.
في عام 2008 أصبح مفوضاً عاماً للمنظمات الشعبية في م.ت.ف وحركة «فتح». ترأس اللجنة التحضيرية للمؤتمر الوطني الشعبي للقدس، وانتخب أميناً عاماً للمؤتمر عام 2008. انتخب رئيساً للمؤتمر العام السادس لحركة فتح في 4/8/2009. انتخب عضواً في اللجنة المركزية لحركة فتح. عاد وتسلم حقيبة المكتب الحركي العسكري وشؤون الأمن والمعلومات في اللجنة المركزية. كذلك استلم حقيبة مفوض عام شؤون القدس في الحركة إضافة لمهامه.
سمي عضواً في اللجنة الوطنية العليا للقدس برئاسة رئيس اللجنة التنفيذية لـ منظمة التحرير الفلسطينية. عين رئيساً للجنة الوطنية للقدس عاصمة دائمة للثقافة العربية في 21/5/2011. قام بالعديد من الزيارات واللقاءات الرسمية في الإطارين القومي والدولي سواء في إطار مهامه كرئيس للجنة العلاقات الخارجية في المجلس الوطني أو كأمين عام للمؤتمر الوطني الشعبي للقدس.
أسس وأشرف على جريدة العاصمة (المقدسية). أسس وأشرف على مجلة مشارف مقدسية الصادرة عن اللجنة الوطنية للقدس عاصمة دائمة للثقافة العربية.

## وفاته
توفي في 18 أبريل 2016 اثناء خضوعه لعملية زراعة قلب في أحد المستشفيات في الهند.

## أعماله الأدبية
الإطار الفكري والتنظيمي
- التنظيم بين النظرية والتطبيق في تجربتنا.[10]
- مفاهيم وآليات في العمل التنظيمي.[11]
- كتاب تحديات وآفاق/طبع في جزئين وسيطبع في إطاره المتكامل قريباً.
- مقالات ودراسات عدة في الحرب، أثر تطور السلاح في الخصائص الأساسية للمعركة، أثر تطور السلاح في بناء الجيش، خط العمل الثوري، الوضع العالمي في أوائل السبعينات وغيرها.[12]
- تحديات النهوض الصعب.
- «الرئيس الشهيد» في ذكرى استشهاد الرئيس ياسر عرفات.[13]
- لمحات فكرية إستراتيجية.[14]

في الإطار العام
- المحاضرات والندوات الفكرية والثقافية والتنظيمية والعسكرية.
- الخطابات الجماهيرية والخاصة.
- المداخلات في الأطر والمؤتمرات المختلفة.

في الإطار الثقافي الابداعي
- طريق الجنوب/ رواية حقيقية.[15]
- عدنا/ ديوان شعر.[16]
- اقتراب المدى/ مطولة شعرية.
- لمن تخلي سرج الجبال/ مطولة شعرية.
- بين الحضور وبين الغياب / ديوان شعر. [17]